# Цинь Шихуанди
Цинь Шихуанди (кит. трад. 秦始皇帝, пиньинь Qín Shǐ Huáng-dì, буквально: «великий император Основатель Цинь»), настоящее имя Ин Чжэн (кит. трад. 嬴政, пиньинь Yíng Zhèng; 259 до н. э. — 210 до н. э.) — правитель царства Цинь (с 245 года до н. э.), положивший конец двухсотлетней эпохе Воюющих Царств. К 221 году до н. э. он воцарился над единой державой на всей территории Внутреннего Китая и вошёл в историю как создатель и правитель первого централизованного китайского государства. Основанная им династия Цинь, которой он предназначал править Китаем на протяжении 10 тысяч поколений, лишь на несколько лет пережила императора.
Широкой публике также известен как человек, мавзолей которого «охраняет» Терракотовая армия.

## Ранние годы (Ван царства Цинь)

### Рождение и восшествие на престол 258—246 годы до н. э.
Цинь Шихуанди родился в 259 году до н. э., в Ханьдане (столице княжества Чжао), где его отец Чжуансян-ван был заложником. Имя Чжэн, данное ему при рождении, означает «первый», по месяцу рождения. Его отец был внуком вана от наложницы низкого ранга и в соответствии с обычным порядком наследования почти не имел шансов унаследовать престол.
Но в Ханьдане его отец встретил богатого купца Люй Бувэя, который обещал его продвинуть.
Ин Чжэн был сыном наложницы Чжао, подаренной Чжуансян-вану Люй Бувэем, которая (согласно Сыма Цяню) уже была беременна. Эта версия, порочившая первого циньского императора, долгое время распространялась враждебно настроенными к нему конфуцианскими историками. По другим сведениям, мать Ин Чжэна в действительности происходила из могущественного чжаоского рода. Это спасло жизнь ей и её сыну, когда в начале очередной войны с циньцами правитель Чжао пожелал было казнить циньских заложников и их семьи. Тогда мать Ин Чжэна смогла укрыться среди родственников, а Чжуансян-ван бежал в расположение циньских войск, подкупив стражу деньгами, предоставленными ему Люй Бувэем.
Благодаря сложным интригам Люй Бувэя после смерти старого вана и краткого правления престолонаследника Аньго Чжуансян-ван взошёл на трон, но смог править страной меньше трёх лет, после чего Ин Чжэн вступил на трон. По слухам (которые поддержал Сыма Цянь) Люй Бувэй — подлинный отец Чжэна.
Хотя версия Сыма Цяня доминировала в течение 2000 лет, исследования профессоров Джона Кноблока и Джефри Ригеля при переводе анналов Люйши Чуньцю показали несоответствие даты начала беременности и рождения ребёнка (год), что позволило им прийти к выводу о фальсификации версии об отцовстве Люй Бувэя, с целью поставить под сомнение законное происхождение императора.

### Регентство Люй Бувэя 246—237 до н. э.

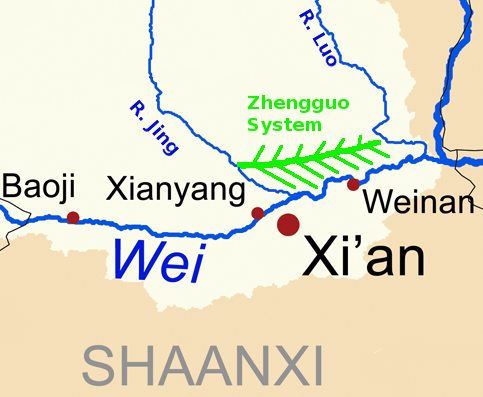
Ирригационные каналы Чжэн Го

Цинь Шихуанди неожиданно получил престол циньского вана в 246 году до н. э. в 13-летнем возрасте. В это время царство Цинь уже было самым могущественным в Поднебесной. Премьер-министр Люй Бувэй стал также его опекуном. Люй Бувэй ценил учёных, пригласил на содержание со всех царств около тысячи учёных мужей, которые вели споры и писали книги. Благодаря его деятельности удалось собрать знаменитую энциклопедию «Люйши чуньцю».
В 246 году до н. э. инженер Чжэн Го из царства Хань начал строительство большого ирригационного канала длиной 150 км в современной провинции Шэньси. Канал соединял реки Цзинхэ и Лохэ. Канал строился десять лет и оросил 40000 цин (264,4 тысячи гектаров) пахотной земли, что привело к значительному экономическому подъёму Цинь. Завершив только половину работ, инженер Чжэн Го был уличён в шпионаже на Хань, однако он объяснил вану выгоду строительства, был прощён и довёл до конца грандиозный проект.
После смерти отца Цинь Шихуанди, Циньская-вана, Люй Бувэй стал открыто сожительствовать с его матерью Цинь. Ей был подарен евнух Лао Ай, который, по версии Сыма Цяня, был вовсе не евнухом, а сожителем матери, и что документы о кастрации были подделаны за взятки.
Лао Ай сосредоточил в своих руках большую власть, и Ин Чжэн был недоволен своим положением ребёнка, с которым не считаются. В 238 году до н. э. он достиг совершеннолетия и решительно взял власть в свои руки. В том же году ему донесли о сожительстве его матери и Лао Ая. Ему также сообщили, что его мать тайно родила двух детей, один из которых готовится стать его преемником. Ван приказал чиновникам провести расследование, которое подтвердило все подозрения. За это время Лао Ай подделал государственную печать и стал собирать войска для нападения на дворец. Ин Чжэн поручил советникам срочно собрать войска и направить против Лао Ая. Произошёл бой около Сяньяна, в котором было убито несколько сот человек. Лао Ай, его родственники и сообщники были казнены, виновные из числа придворных были жестоко наказаны.
В 237 году до н. э. Люй Бувэй за его связи с Лао Аем был смещён и отправлен в ссылку в царство Шу (Сычуань), но по дороге покончил с собой. В ссылку была отправлена также мать Ин Чжэна Чжао, которую после увещеваний советников вернули во дворец.

### Правление с премьер-министром Ли Сы 237—230 до н. э.
После отстранения Люй Бувэя премьер-министром стал легист Ли Сы, ученик Сюнь-цзы.
Не доверяя своим советникам, Цинь Шихуанди отдал приказ выслать из страны всех не-циньских чиновников. Ли Сы написал ему докладную, в которой обосновал, что такая мера приведёт только к усилению вражеских царств, и указ был отменён.
Ли Сы оказывал большое влияние на молодого правителя, посему, некоторые специалисты не без основания считают, что именно его, а не Ин Чжэна следует считать подлинным создателем империи Цинь. Судя по имеющимся данным, Ли Сы был решителен и жесток. Он оклеветал своего талантливого соученика Хань Фэя, блестящего теоретика позднего легизма, и тем самым довёл его до гибели (впоследствии прочитав сочинения Ханя, Ин Чжэн сожалел, что заключил его в тюрьму, где тот, по преданию, принял яд, полученный от Ли Сы).
Ин Чжэн и Ли Сы продолжили успешные войны с соперниками на востоке. При этом он не гнушался никакими методами — ни созданием сети шпионов, ни взятками, ни помощью мудрых советников, первое место среди которых занял Ли Сы.

### Объединение Китая 230—221 до н. э.

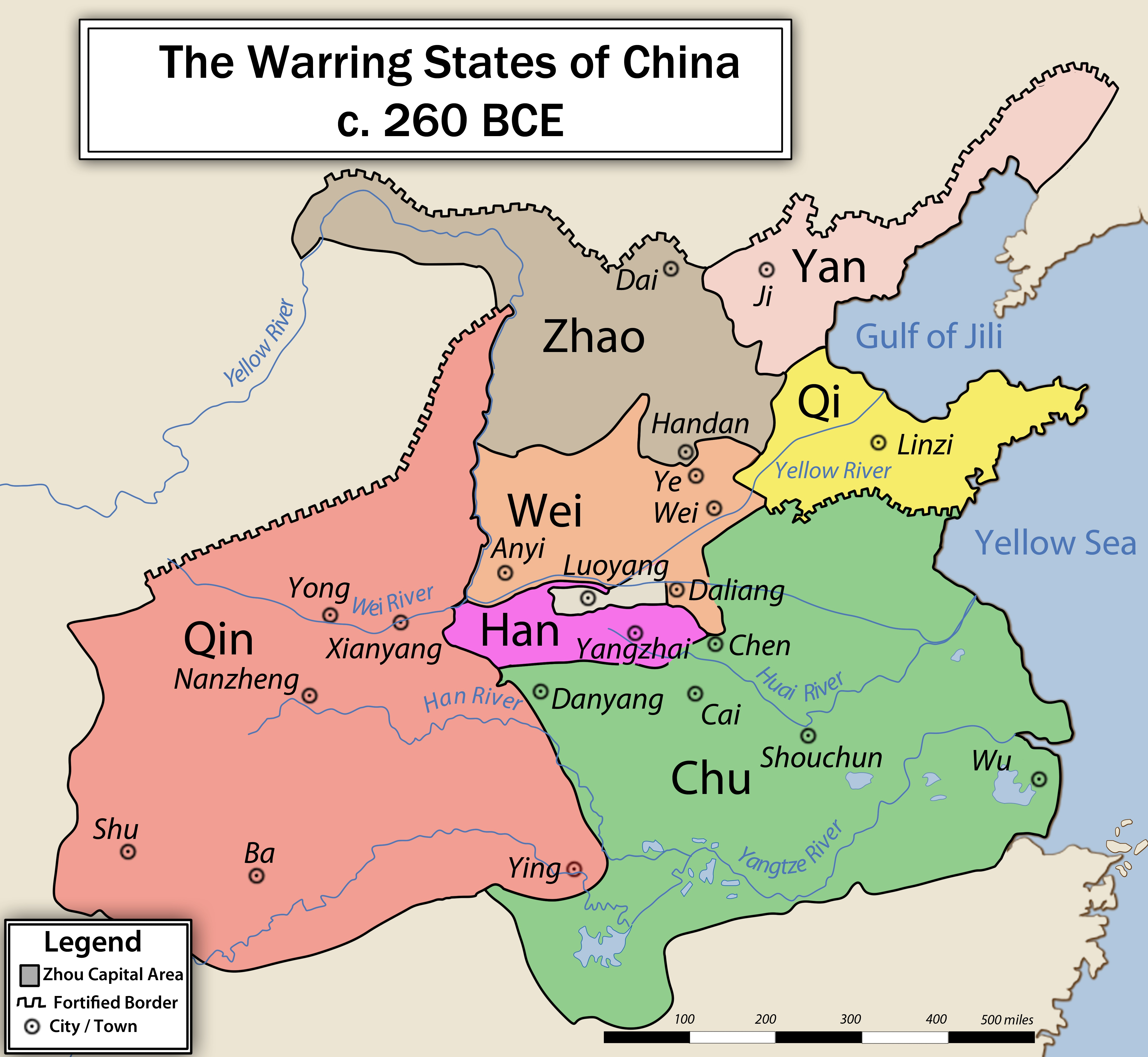
Сражающиеся царства в 260 году до н. э.

Всё шло к объединению Китая во главе с династией Цинь. Государства Среднего Китая смотрели на Шэньси (горная северная страна, служившая ядром циньских владений) как на варварскую окраину. Однако государственное устройство возвышающегося царства отличали мощная военная машина и многочисленная эффективная бюрократия.
В 32 года он овладел тем княжеством, в котором родился, тогда же умерла его мать. При этом Ин Чжэн доказал всем, что у него очень хорошая память: после захвата Ханьданя он прибыл в город и лично руководил истреблением давних врагов его семьи, которые тридцать лет назад во время заложничества его отца унижали и оскорбляли его родителей. В следующем году Цзин Кэ, убийца, подосланный Янь Данем, неудачно покушался на Ин Чжэна. Циньский правитель был на волосок от гибели, но самолично отбился своим царским мечом от «киллера», нанеся ему 8 ран. На него было совершено ещё два покушения, которые также закончились неудачей. Ин Чжэн захватил одно за другим все шесть нециньских государств, на которые в то время делился Китай: в 230 году до н. э. было уничтожено царство Хань, в 225 году до н. э. — Вэй, в 223 году до н. э. — Чу, в 222 году до н. э. — Чжао и Янь, а в 221 году до н. э. — Ци. В 39 лет Чжэн впервые в истории объединил весь Китай и в 221 году до н. э. принял тронное имя Цинь Шихуан, основав новую императорскую династию Цинь и наименовав себя первым её правителем. Тем самым он поставил точку на периоде Чжаньго с его соперничеством царств и кровопролитными войнами.

## Титул первого императора

Титул первого императора, начертанный шрифтом циньской эпохи

Собственное имя Ин Чжэн было дано будущему императору по названию месяца рождения (正), первого в календаре, ребёнок получил имя Чжэн (政). В сложной системе имён и титулов древности имя и фамилия не писались рядом, как это имеет место в современном Китае, поэтому собственно имя Цинь Шихуана крайне ограничено в употреблении.
Беспрецедентное могущество правителя имперской эры потребовало введения новой титулатуры. Цинь Шихуанди буквально означает «император-основоположник [династии] Цинь». Старое наименование ван, переводимое как «монарх, князь, царь», было уже не приемлемо: с ослаблением Чжоу титул вана подвергся девальвации. Первоначально термины Хуан («властитель, августейший») и Ди («император») употреблялись порознь (см. Три властителя и пять императоров). Их объединение было призвано подчеркнуть единовластие правителя нового типа.
Созданный таким образом императорский титул просуществовал до Синьхайской революции 1912 года, до самого конца имперской эры. Его употребляли как те династии, власть которых распространялась на всю Поднебесную, так и те, которые только стремились к воссоединению её частей под своим началом.

## Правление объединённым Китаем (221—210 годы до н. э.)

### Реорганизация правления

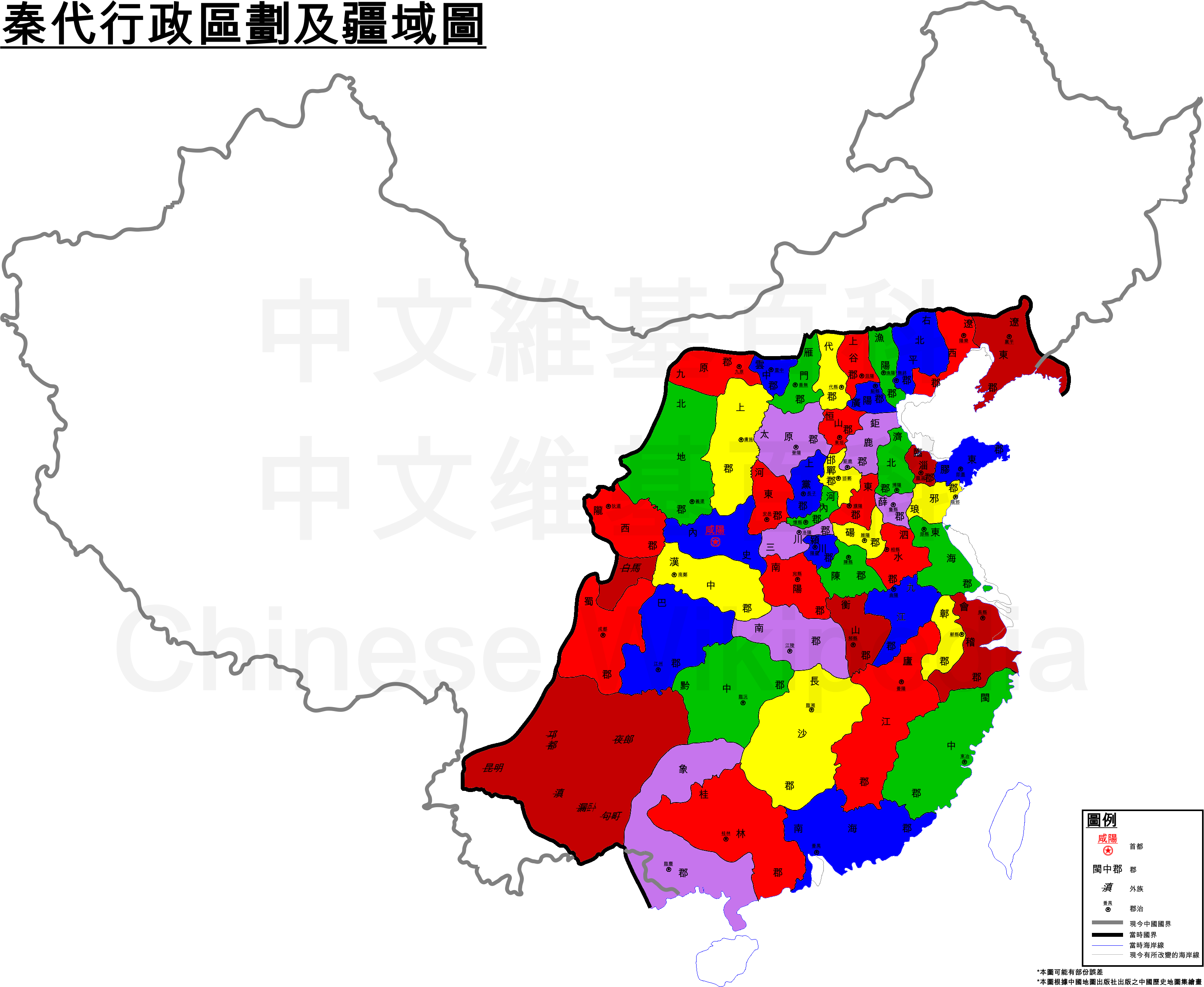
Административное деление Циньской империи

Колоссальная кампания по объединению Поднебесной была завершена в 221 году до н. э., после чего новый император провёл ряд реформ для закрепления завоёванного единства.
Столицей империи был избран Сяньян в исконных циньских владениях, неподалёку от современного Сианя. Туда были переведены сановники и вельможи всех завоёванных государств, всего 120 тысяч семей. Эта мера позволила циньскому императору взять элиту покорённых царств под надёжный контроль.
По настоятельному совету Ли Сы император во избежание распада государства не стал назначать родственников и приближённых князьями новых земель.
С тем, чтобы подавить центробежные тенденции на местах, империю разделили на 36 военных округов цзюнь (кит. трад. 郡, пиньинь jùn), во главе которых назначались управляющие и чиновники.
Военные округа дальше подразделялись на области (縣), уезды (鄉), сельские волости из 100 семей (里). В отличие от предыдущих административных систем, структура была строго централизована.
Оружие, отобранное у побеждённых князей, было собрано в Сяньяне и переплавлено на огромные колокола. Из оружейного металла было отлито также 12 бронзовых колоссов, которые были поставлены в столице.
Была проведена реформа под лозунгом «все колесницы с осью единой длины, все иероглифы — стандартного написания», была создана единая сеть дорог, упразднены разрозненные системы иероглифики покорённых царств, введена единая денежная система, а также система мер и весов. Эти меры заложили основу культурного и экономического единства Китая и на тысячелетия пережили недолговечную империю Цинь. В частности, современная китайская иероглифическая письменность восходит именно к циньскому письму.

### Великие стройки
Император Цинь Шихуанди использовал труд сотен тысяч и миллионов людей для грандиозных строек. Строительство было тяжёлым гнётом для населения. Сразу после объявления себя императором он стал строить свою гробницу (см. Терракотовая армия). Он построил сквозь всю страну сеть дорог с тремя полосами (центральная полоса — для колесницы императора). Дороги с твёрдым покрытием в империи Цинь простирались почти на 7 тысяч километров. В условиях разнообразного ландшафта Китая требовалось возведение каменных мостов, подпорных сооружений. Транспортная система оснащалась постоялыми дворами, где путешественники могли поесть и провести ночь, а также эстафетными станциями, где курьеры меняли уставших лошадей на свежих[страница не указана 980 дней].

#### Великая китайская стена

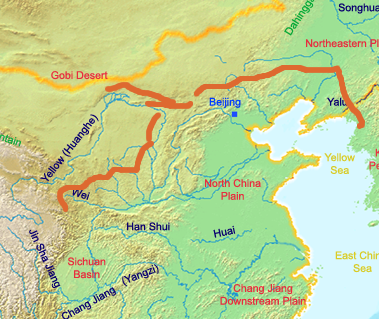
Великая китайская стена времён Цинь Шихуанди

В знак единения были снесены оборонительные стены, разделявшие прежние царства. Только северная часть этих стен была сохранена, её отдельные отрезки были укреплены и соединены между собой: таким образом новообразованная Великая китайская стена отделила Срединное государство от варваров-кочевников
По оценкам, в строительстве стены участвовало от нескольких сотен тысяч до миллиона человек..

#### Канал Линцюй

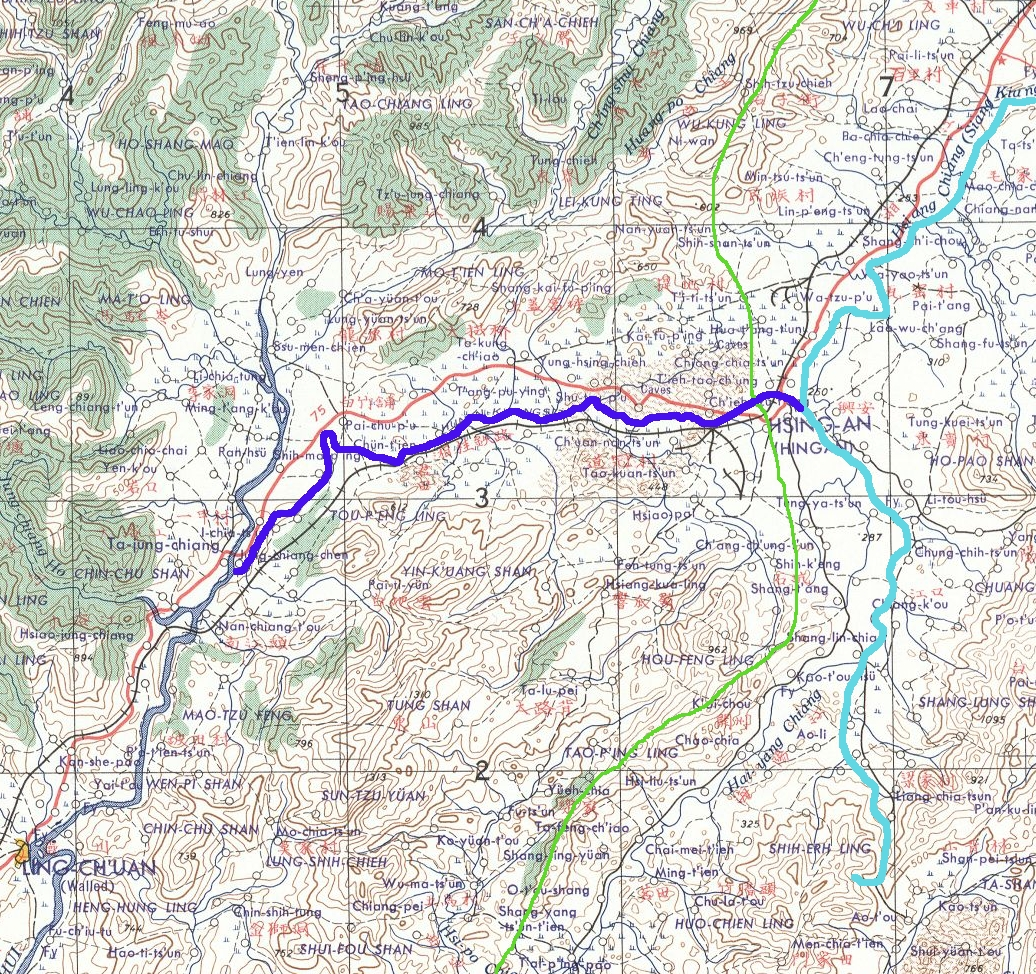
Канал Линцюй

Канал Линцюй (кит. трад. 靈渠, упр. 灵渠, пиньинь Líng Qú) длиной 36 км был построен на территории современного района Гуанси около города Гуйлинь. Канал соединяет приток Янцзы реку Сянцзян с рекой Ли, которая втекает в Гуйцзян бассейна Сицзян, позволяя охватить речным транспортом огромные территории южного Китая. Строительство было начато в 214 году до н. э..

#### Дворец Эпан
Император не пожелал жить в центральном столичном дворце Сяньянe (咸陽宮), а начал строить огромный дворец Эпан (阿房宫) к югу от реки Вэйхэ. Эпан — имя любимой наложницы императора. Дворец стал строиться в 212 году до н. э., на строительство было согнано несколько сот тысяч человек, во дворце хранились неисчислимые драгоценности и там размещалось множество наложниц. Но дворец Эпан так и не был достроен. Вскоре после смерти Цинь Шихуанди по всей захваченной Цинь территории вспыхнули восстания, и циньская империя рухнула. Сян Юй (項羽) смог нанести циньским войскам тяжёлые поражения. В конце 207 году до н. э. будущий ханьский император Лю Бан (тогда Пэй-гун), союзник Сян Юя, занял циньскую столицу Сяньян, но не решился утвердиться и через месяц впустил в Сяньян Сян Юя, который в январе 206 года до н. э., поражённый немыслимой роскошью, приказал сжечь дворец, а его войска разграбили Сяньян и перебили жителей циньской столицы.

### Объезды страны

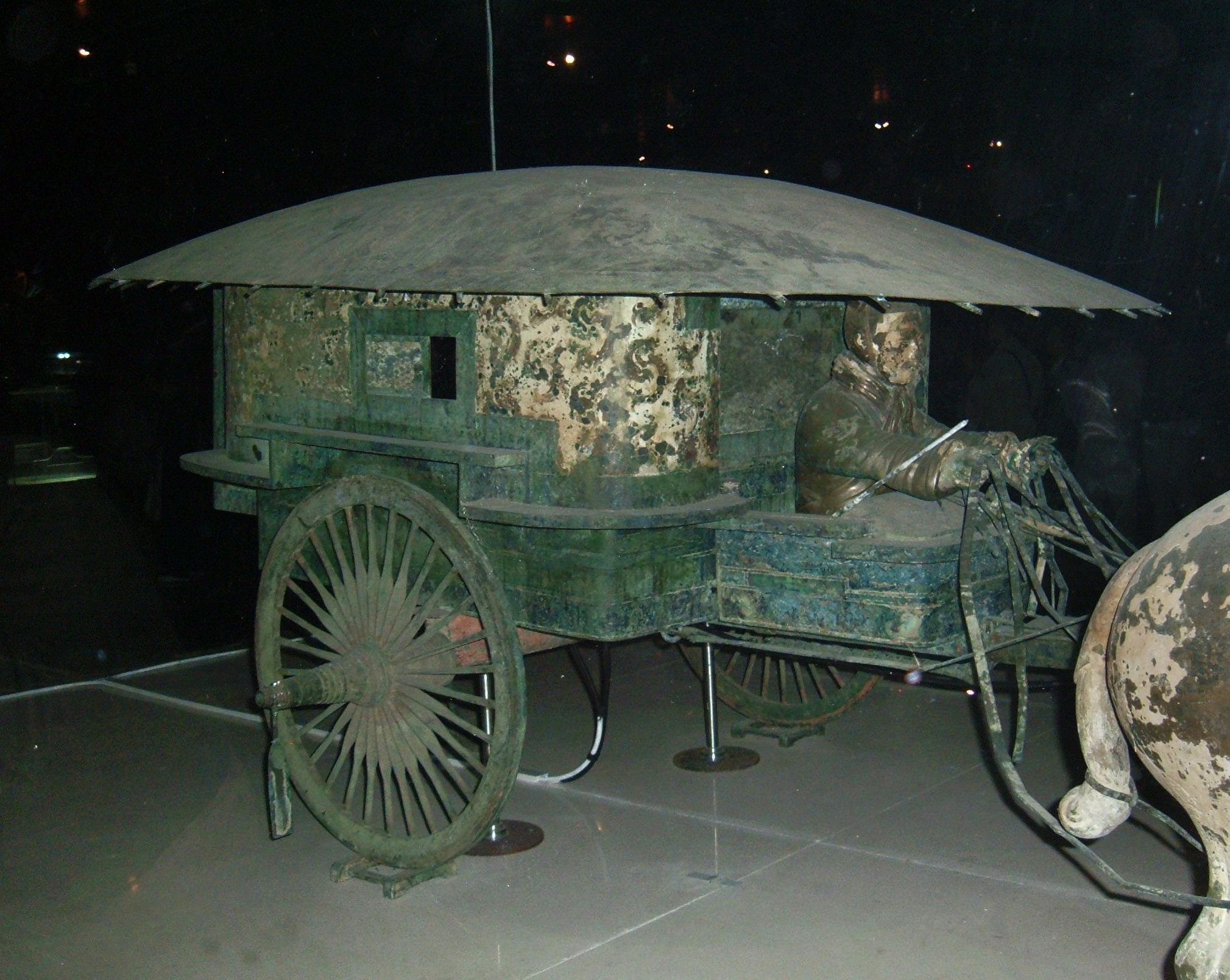
Императорская повозка

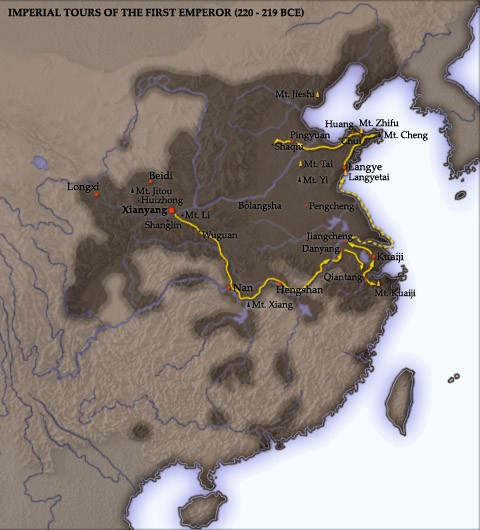
Маршруты объездов Цинь Шихуанди

В продолжение последних десяти лет своей жизни император редко бывал в своей столице. Он всё время инспектировал различные уголки своей державы, принося жертвы в местных храмах, сообщая местным божествам о своих достижениях и возводя стелы с самовосхвалениями. Объездами своих владений император положил начало традиции монарших восхождений на гору Тайшань. Он же первым из китайских правителей вышел на морской берег.
Поездки сопровождались интенсивным дорожным строительством, строительством дворцов и храмов для жертвоприношений.
Начиная с 220 года до н. э. император предпринял пять крупных инспекционных поездок сквозь всю страну на расстояния тысячи километров. Его сопровождало несколько сот солдат и множество слуг. Чтобы дезориентировать недоброжелателей, он посылал по стране несколько разных повозок, а сам скрывался за занавеской, и даже солдаты не знали, едет ли с ними император или нет. Как правило, целью поездок было тихоокеанское побережье, к которому император первый раз приехал в 219 году до н. э.

### Поиски бессмертия

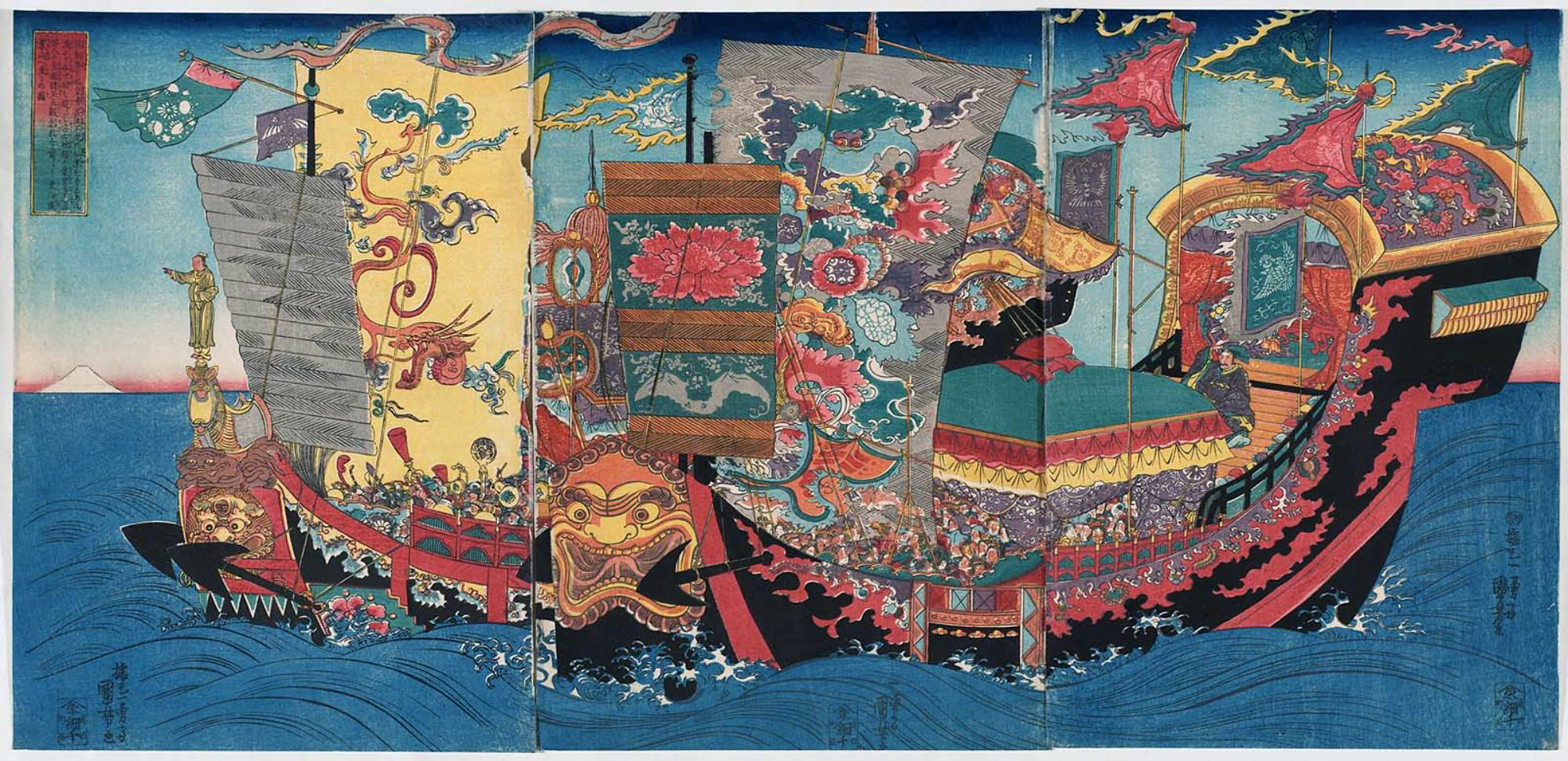
Экспедиции Сюй Фу в поисках бессмертия

Как можно понять из «Ши цзи» ханьского историка Сыма Цяня, больше всего императора беспокоили мысли о грядущей смерти. Во время своих странствий он знакомился с кудесниками и ведунами, надеясь выведать у них тайну эликсира бессмертия. В 219 году до н. э. он направил на его поиски экспедицию к островам Восточного Моря (возможно, в Японию). Наиболее известны экспедиции 219 и 210 годов до н. э. к острову Чжифу (Шаньдун), предпринятые Сюй Фу.
В 210 году до н. э. императору сказали, что к чудесным островам бессмертных трудно добраться, так как их охраняют огромные рыбы. Император сам вышел в море и из лука убил огромную рыбу. Но ему стало плохо, и он был вынужден вернуться на материк. Оправиться от болезни император так и не смог и через некоторое время умер.

### «Сожжение книг и погребение книжников»
Конфуцианские учёные видели в поисках бессмертия пустое суеверие, за что жестоко поплатились: как гласит предание, император велел закопать 460 из них живыми в землю.
В 213 году до н. э. Ли Сы убедил императора сжечь все книги. Высказывается мнение, что в этом акте проявлялся механизм искусственно создаваемой социальной амнезии. Император был уверен, что идеи, содержавшиеся в книгах, представляют угрозу для его плана о новом общественном порядке — создания «универсального китайского государства». Исключение составили те книги, что трактовали о сельском хозяйстве, медицине и гаданиях. Кроме того, были пощажены книги из императорского собрания и хроники циньских правителей.

### Растущее недовольство правлением
В последние годы жизни, разочаровавшись в обретении бессмертия, Цинь Шихуан всё реже объезжал пределы своей державы, отгородясь от мира в своём огромном дворцовом комплексе. Избегая общения со смертными, император ожидал, что в нём будут видеть божество. Вместо этого тоталитарное правление первого императора порождало растущее с каждым годом число недовольных. Раскрыв три заговора, император не имел оснований доверять никому из своих приближённых.

### Смерть
Смерть Цинь Ши-хуанди наступила во время поездки по стране, в которой наследник Ху Хай сопровождал его вместе с начальником канцелярии евнухом Чжао Гао и главным советником Ли Сы. Датой смерти принято считать 10 сентября 210 года до н. э. во дворце в Шацю в двух месяцах езды от столицы. Он умер, как сообщается, из-за употребления пилюль бессмертия, содержащих ртуть.
Когда Цинь Ши-хуанди внезапно умер, Чжао Гао и Ли Сы, опасаясь, что весть о смерти императора вызовет восстание в империи, решили скрыть его смерть до возвращения в столицу. Большинство свиты, кроме младшего сына Хухая, Чжао Гао, Ли Сы и нескольких других евнухов, находилось в неведении о смерти императора. Тело императора было помещено на повозку, впереди и позади которой было приказано везти телеги с тухлой рыбой, чтобы скрыть трупный запах. Чжао Гао и Ли Сы ежедневно меняли императору одежду, носили еду и принимали письма, отвечая на них от его имени. В конце концов, о смерти императора было объявлено по прибытии в Сяньян.
В соответствии с традицией, империю должен был унаследовать старший сын наследный принц Фу Су, но Чжао Гао и Ли Сы подделали завещание императора, назначив наследником младшего сына Хухая. Также в завещании было приказано находившимся на северной границе Фу Су и преданному ему генералу Мэн Тяню покончить c собой. Фу Су преданно подчинился приказу, а заподозривший заговор генерал Мэн Тянь несколько раз отправлял письмо за подтверждением и был помещён под арест. Хухай, обрадованный новостью о смерти брата, хотел помиловать Мэн Тяня, но Чжао Гао, боясь мести Мэнов, добился казни Мэн Тяня и его младшего брата прокурора Мэн И, который в прошлом предлагал Цинь Ши-хуанди казнить Чжао Гао за одно из преступлений.
Хухай, взявший тронное имя Цинь Эрши Хуанди, тем не менее, показал себя неспособным правителем. Приверженцы прежних династий тут же ринулись в борьбу за делёж императорского наследства, и в 206 году до н. э. всё семейство Цинь Ши-хуанди было истреблено.

## Гробница

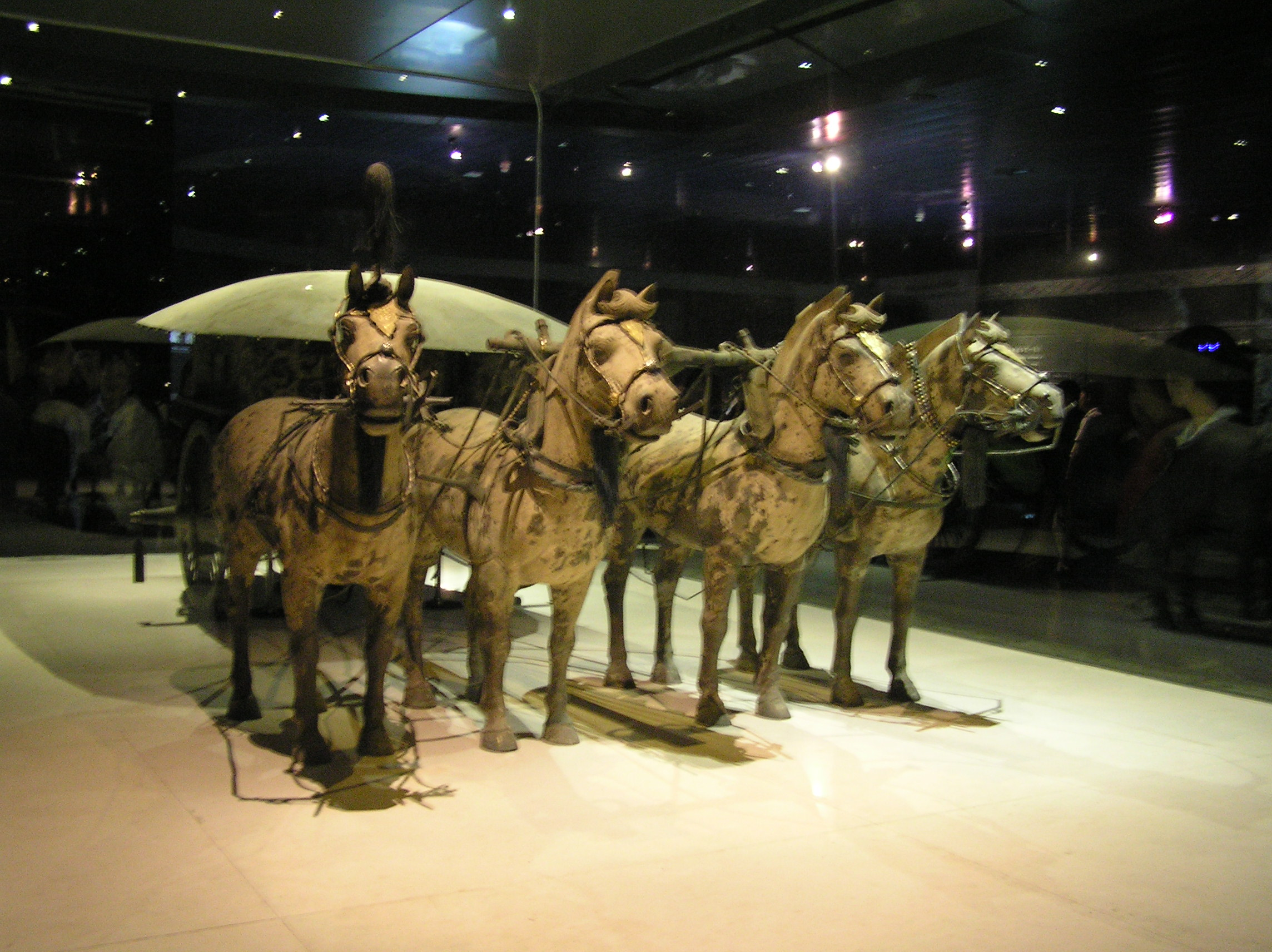
Бронзовая колесница из гробницы Цинь Шихуанди

Ничто не иллюстрирует могущество Цинь Шихуанди лучше, чем размеры погребального комплекса, который был построен ещё при жизни императора. Строительство гробницы началось сразу после образования империи неподалёку от нынешнего Сианя. По свидетельству Сыма Цяня, к созданию мавзолея было привлечено 700 тысяч рабочих и ремесленников. Периметр внешней стены захоронения был равен 6 км.
Курган с захоронением первого императора был идентифицирован археологами только в 1974 году. Его исследование продолжается до сих пор, причём место захоронения императора ещё ожидает вскрытия. Курган венчало некое пирамидальное помещение, по которому, по одной из версий, душа покойного должна была подняться на небо.
Для сопровождения императора в потустороннем мире было изваяно бесчисленное терракотовое войско. Лица воинов индивидуализированы, их тела прежде были ярко окрашены. В отличие от своих предшественников — например, правителей государства Шан (около 1300—1027 годов до н. э.) — император отказался от массовых человеческих жертвоприношений.
Комплекс гробницы Цинь Шихуана был одним из первых объектов на территории Китая, включённых ЮНЕСКО в список всемирного наследия.

## Отражение в историографии

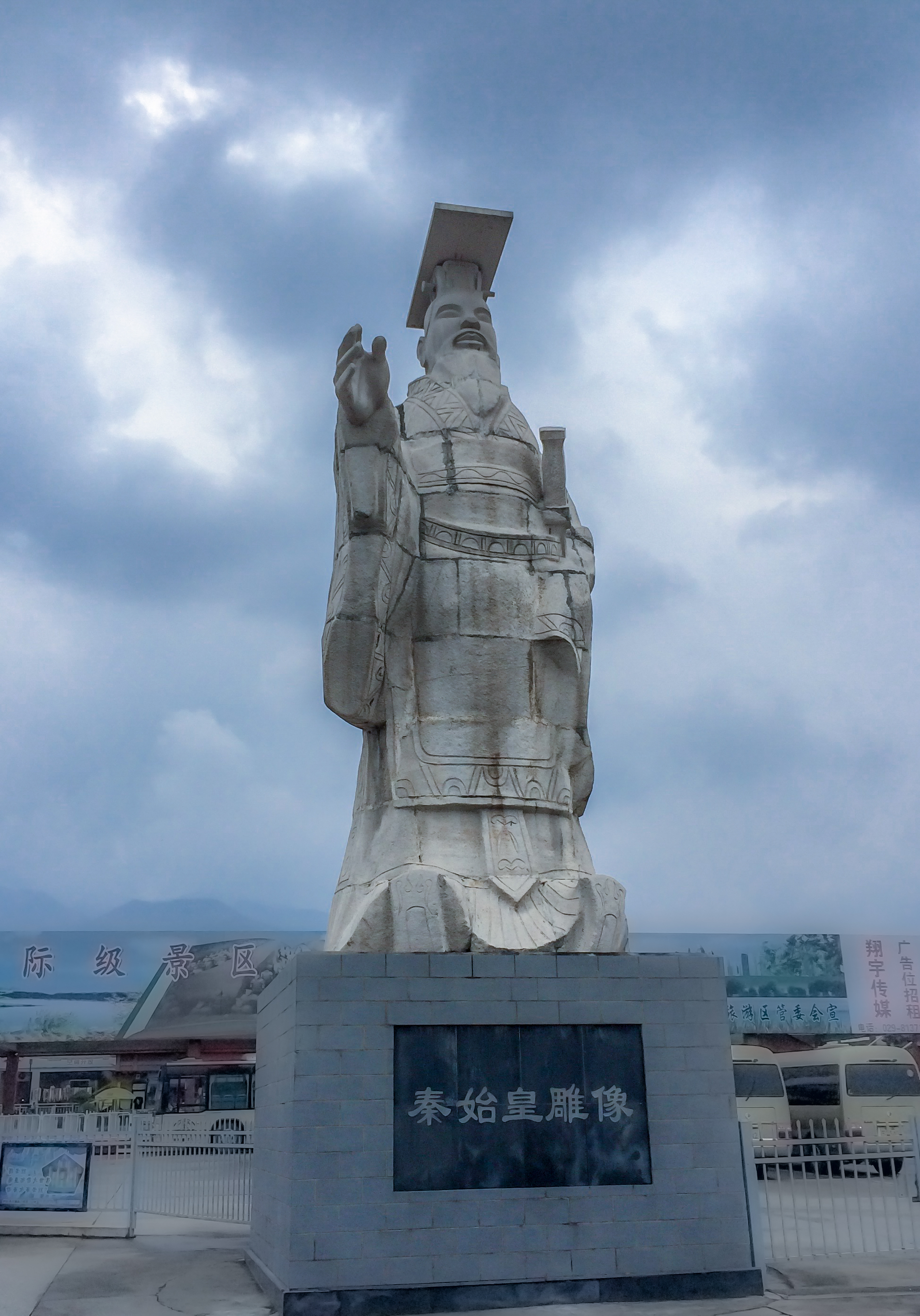
Памятник Цинь Шихуану у кургана с его гробницей

Правление Цинь Шихуана было основано на принципах легизма, изложенных в трактате «Хань Фэй-цзы». Все сохранившиеся письменные свидетельства о Цинь Шихуане пропущены сквозь призму конфуцианского мировоззрения ханьских историографов, прежде всего Сыма Цяня. Весьма вероятно, что в приводимых ими сведениях о сжигании всех книг, запрете на конфуцианство и погребении заживо последователей Конфуция отразилась конфуцианская антициньская пропаганда, направленная против легистов.
В традиционном изображении облик Цинь Шихуана как чудовищного тирана тенденциозно преувеличен. Можно считать установленным, что все последующие государства Китая, начиная со слывущей терпимой династии Западной Хань, наследовали ту административно-бюрократическую систему управления государством, которая была создана при первом императоре.

## Отражение в искусстве

### В театре
- В 2006 году на сцене Метрополитен-оперы (Нью-Йорк) состоялась премьера оперы «Первый император» (композитор — Тань Дунь, режиссёр — Чжан Имоу). Партию императора спел Пласидо Доминго.

### В кино
- «Цинь Ши хуанди» (яп. 秦・始皇帝 Син сико:тэй) (1962) — японский фильм, роль императора сыграл Синтаро Кацу.
- «Emperor Qin Shi Huang» / «Rise of the Great Wall» (1986) — на гонконгском телеканале ATV снят и показан 63-серийный сериал (один из крупнейших проектов канала) о молодости Ин Чжэна (будущего императора Цинь Шихуана) с Тони Лиу[англ.] в главной роли.
- «Тень императора» (1996) — фильм Чжоу Сяовэня с участием Гэ Ю.
- «Император и убийца» (1999) — фильм Чэнь Кайгэ по мотивам истории объединения Китая, довольно точно следующий канве «Ши цзи».
- «Герой» (2002) — фильм-притча режиссёра Чжан Имоу.
- Цинь Шихуанди является главным антагонистом фильма «Мумия: Гробница императора драконов». Роль императора исполнил китайский актёр Джет Ли.
- «Царство (фильм)»(2019) — японская экранизация одноимённой манги Хары Ясухисы, в роли Ин Чжэна — Рё Ёсидзава.
- «The King’s Woman / Лучезарная красавица эпохи Цинь» (2017) — китайская дорама о раннем правлении Ин Чжэна с Дильрабой Дильмурат и Чжан Бинь Бинь в главной роли.
- «Повесть о конце света» — японская манга о боях между богами и людьми. Цинь Шихуанди сражался против Аида.
- «Легенда о Хао Лань» (сериал, 2019).
- «Эпопея империи Цинь» — китайская дорама 2020 года.

### В мультипликации
- В 2012 году студией Pierrot был начат выпуск аниме-сериала «Kingdom», посвящённый восхождению Ин Чжэна на престол, снятого по одноимённой манге. В 2013 году был выпущен второй сезон, посвящённый его противостоянию с Люй Бувэем и первым завоеваниям нового императора.

### В музыке
- «Император» — песня российской инди-группы Гокки, в которой лирический герой сравнивается с Цинь Шихуанди и дается описание достижений императора.